# Buenia affinis
Buenia affinis és una espècie de peix de la família dels gòbids i de l'ordre dels perciformes.

## Morfologia
- Els mascles poden assolir 3,2 cm de longitud total i les femelles 3,33.
- Nombre de vèrtebres: 30.[1][2]

## Reproducció
Els ous presenten forma de pera.

## Hàbitat
És un peix marí i demersal.

## Distribució geogràfica
Es troba a la Mediterrània: Croàcia, França i Itàlia.

## Observacions
És inofensiu per als humans.